# Skřivánek (Okrouhlička)
Skřivánek (německy Lerchenhof) je malá vesnice, část obce Okrouhlička v okrese Havlíčkův Brod. Nachází se asi 2 km na východ od Okrouhličky. Prochází zde silnice I/38. V roce 2009 zde bylo evidováno 24 adres. V roce 2001 zde trvale žilo 20 obyvatel.
Skřivánek leží v katastrálním území Okrouhlička o výměře 6,85 km2.

## Rodáci
- Jindřich Beneš (1919–1986), válečný letec
- Antonín Vendl (1919-2002), válečný letec[6]